# Morlon
Morlon (frp. Morlon, hist. Morlung) – gmina (fr. commune; niem. Gemeinde) w Szwajcarii, w kantonie Fryburg, w okręgu Gruyère. Leży nad rzeką Sarine.

## Demografia
W Morlon mieszkają 643 osoby. W 2020 roku 11,4% populacji gminy stanowiły osoby urodzone poza Szwajcarią.